# 2,4-二羟基苯甲酸
2,4-二羟基苯甲酸（英語：2,4-Dihydroxybenzoic acid，也称为β-间羟基苯甲酸）是一种二羟基苯甲酸（DHBA），也是花青素的降解产物
。